# 緋紅鴝鶲
緋紅鴝鶲（學名：Petroica boodang）是澳大利亞知名鳥類，分佈於澳洲大陸及其近海島嶼（包括塔斯馬尼亞州），高約11公分，體態呈黑、白和红色。喜食節肢動物，如昆蟲和蜘蛛等。